# روبرت سيغل
روبرت سيغل (بالإنجليزية: Robert Siegel)‏ هو كاتب للأطفال وكاتب وأستاذ جامعي وشاعر أمريكي، ولد في 18 أغسطس 1939 في إلينوي في الولايات المتحدة، وتوفي في 20 ديسمبر 2012 في South Berwick, Maine ‏ في الولايات المتحدة.